# Acianthera exdrasii
Acianthera exdrasii är en orkidéart som först beskrevs av Carlyle August Luer och Antonio Luiz Vieira Toscano, och fick sitt nu gällande namn av Carlyle August Luer. Acianthera exdrasii ingår i släktet Acianthera och familjen orkidéer. Inga underarter finns listade i Catalogue of Life.